# 谢尔盖·波戈列洛夫
谢尔盖·瓦连京诺维奇·波戈列洛夫（俄语：Серге́й Валентинович Погорелов，羅馬化：Sergey Valentinovich Pogorelov，1974年6月2日—2019年4月24日），出生于伏尔加格勒，俄罗斯手球运动员，他曾获得2000年夏季奥运会手球比赛金牌和2004年夏季奥运会手球比赛铜牌。